# حسان شبري
حسان شبري لاعب كرة قدم جزائري من مواليد 25 أبريل 1931 برويبة. لعب مع فريق نادي تولون ونادي موناكو قبل أن يترك كل شيء ويلتحق بفريق جبهة التحرير الوطني لكرة القدم. لعب في صفوف هذا الأخير 44 مقابلة خلال 4 سنوات. وأنهى مشواره في النادي الرياضي لحمام الأنف التونسي.

## المشوار الكروي
- 1953-1955 :  الجزائر WA Rouiba
- 1955-1956 :  فرنسا نادي طولون[1]
- 1956-1957 :  فرنسا نادي موناكو (5 مباريات، ولم يسجل أهداف)[3]
- 1963-1966 :  تونس النادي الرياضي لحمام الأنف (63 مباراة, 11 هدفا)